# Jacques Charles
Pour les articles homonymes, voir Jacques Charles (le géomètre) et Charles.
Jacques Alexandre César Charles, né à Beaugency le 12 novembre 1746 et mort à Paris le 7 avril 1823, est un physicien, chimiste et inventeur français. Il est le premier à faire voler un ballon à gaz gonflé à l'hydrogène, dans lequel il s'élève jusqu'à une hauteur de 3 000 mètres.

## Biographie

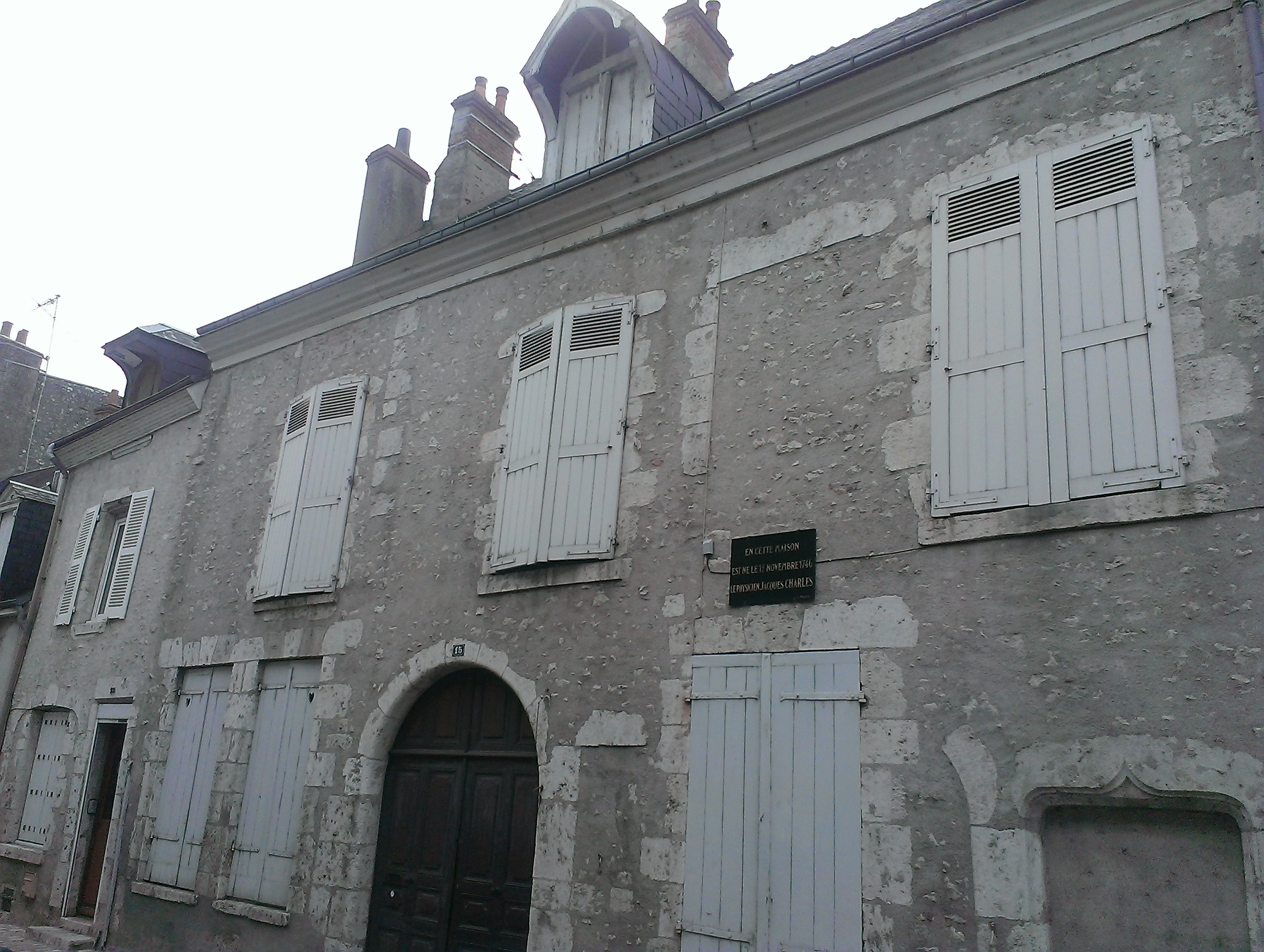
Maison natale de Charles à Beaugency, 15 rue Porte-Vendômoise.

Jacques Charles est nommé à l'Académie des sciences membre résidant de 1re classe de l'Institut national des sciences et arts, section de physique expérimentale, par arrêté du Directoire exécutif en date du 29 brumaire an IV.
Dans son appartement de l'Institut, il rencontre des membres du groupe royaliste constitutionnel comme Suard, Rayneval, Lainé, Laly-Tollendal, le baron Mounier et Bonald.
De 1783 à 1790, il est professeur de physique à l'Ecole royale des mines installée à l'Hôtel de la Monnaie.
Pendant la Révolution, il cache un prêtre réfractaire et risque ainsi d'être arrêté bien qu'il ne soit pas un révolutionnaire très farouche, mais seulement un de ces bourgeois éclairés de la fin du XVIIIe siècle qui conciliait la foi avec les idées nouvelles sans pour autant rejeter le principe monarchique.
Jacques Charles épouse en 1804 à 57 ans une femme créole beaucoup plus jeune que lui, Julie Bouchaud des Hérettes (1784-1817), qui devint la muse et maîtresse d’Alphonse de Lamartine. Ce mariage, qui paraît aujourd'hui dépareillé, s'explique d'une part par la renommée du Pr. Charles et la délivrance que constituait le mariage pour celle dont le père était insupportable d'autre part. M. Charles fut un mari plein de sollicitude envers sa « pauvre Julie » toujours malade et la laissa entretenir avec Lamartine une correspondance assidue entre leur rencontre en octobre 1816 sur les bords du lac du Bourget, où elle soignait sa tuberculose, et son décès le 18 décembre 1817 à Paris.
Il meurt le 7 avril 1823 à Paris et est inhumé au cimetière du Père-Lachaise (11e division).
Jacques Alexandre César Charles a souvent été confondu, tant en ce qui concerne la biographie que les travaux scientifiques, avec Jacques Charles (dit le géomètre).

## Scientifique

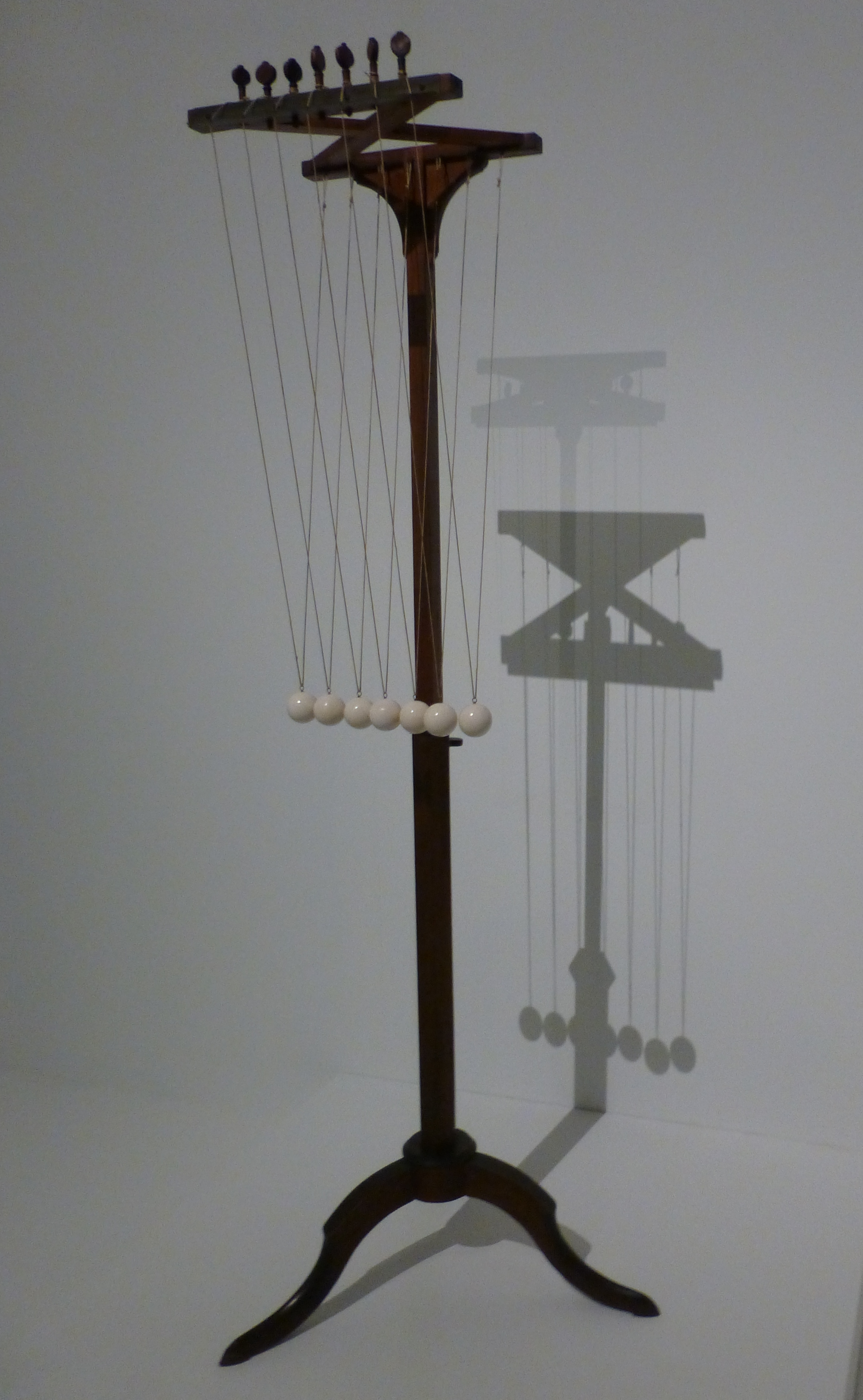
Support avec sept billes d'ivoire égales, musée des Arts et Métiers.

Comme beaucoup de scientifiques de cette époque, Jacques Charles étudie et expérimente dans de nombreux domaines : il travaille notamment en chimie. Ainsi en 1780, avant Niépce, il réussit à « capturer » de façon fugitive (sans parvenir à la fixer de façon définitive) l'image d'une silhouette sur du papier imbibé de chlorure d'argent. Cette expérience ouvre la voie à l'invention plus tardive de la photographie par Niépce. Il travaille à cette époque au perfectionnement de nouveaux appareils d'optique : le « mégascope achromatique » composé de lentilles convergentes, destiné à restituer des images d'objets réels et de manière amplifiée comme des statuettes, des estampes, des bas-reliefs ; il perfectionne également l'héliostat de Gravesande, permettant de maintenir dans une direction fixe un rayon de lumière au cœur d'une chambre noire.
Spécialisé dans les travaux sur les gaz, il étudie tout particulièrement leur densité et leur pouvoir de dilatation. Il confirme le résultat de Henry Cavendish sur l'hydrogène, qui est quatorze fois plus léger que l'air. En 1787, il est le premier à formuler la « loi de la dilatation des gaz », mais ne publie pas ses résultats et ce n’est que quinze ans plus tard, en 1802, que le chimiste Louis-Joseph Gay-Lussac les compile et les compare aux siens pour formuler la loi qui porte son nom. La formule reliant volume et température d'un gaz parfait à pression et nombre de moles constante porte par contre le nom de loi de Charles.

## Aéronaute

### Premier ballon à gaz
Charles savait produire du dihydrogène et expérimentait dans ses cours la force ascensionnelle de ce gaz en l'insufflant dans des bulles de savon. Lorsque la nouvelle de l'expérience d'Annonay des frères Montgolfier se propagea, il savait qu'il pourrait tirer parti de l'hydrogène pour élever des hommes dans l'air.
Le géologue et volcanologue Barthélemy Faujas de Saint-Fond lança une souscription pour financer la construction d'un ballon, appelé « globe » à l'époque, qui rapporta dix mille livres. À l'arrivée d'Étienne Montgolfier à Paris, Barthélemy lança une nouvelle souscription.
Jacques Charles fit construire par Anne-Jean et Marie-Noël Robert, constructeurs d'appareils de mesure, un ballon fait d'une étoffe de soie imperméabilisée par un vernis à base de caoutchouc. C'était un petit ballon sphérique de 4 mètres de diamètre et d'un volume de 33 m3. À la place de l'air chaud utilisé par les frères Montgolfier, il utilisait de l'hydrogène, beaucoup plus léger que l'air. Il le produisait en grande quantité en versant de l’acide vitriolique sur de la limaille de fer.
Le gonflement du ballon démarra le 24 août 1783 et dura quatre jours. Le 27 août 1783, le ballon s'envola vide du Champ-de-Mars et parcourut seize kilomètres jusqu'à Gonesse.

### Vol habité

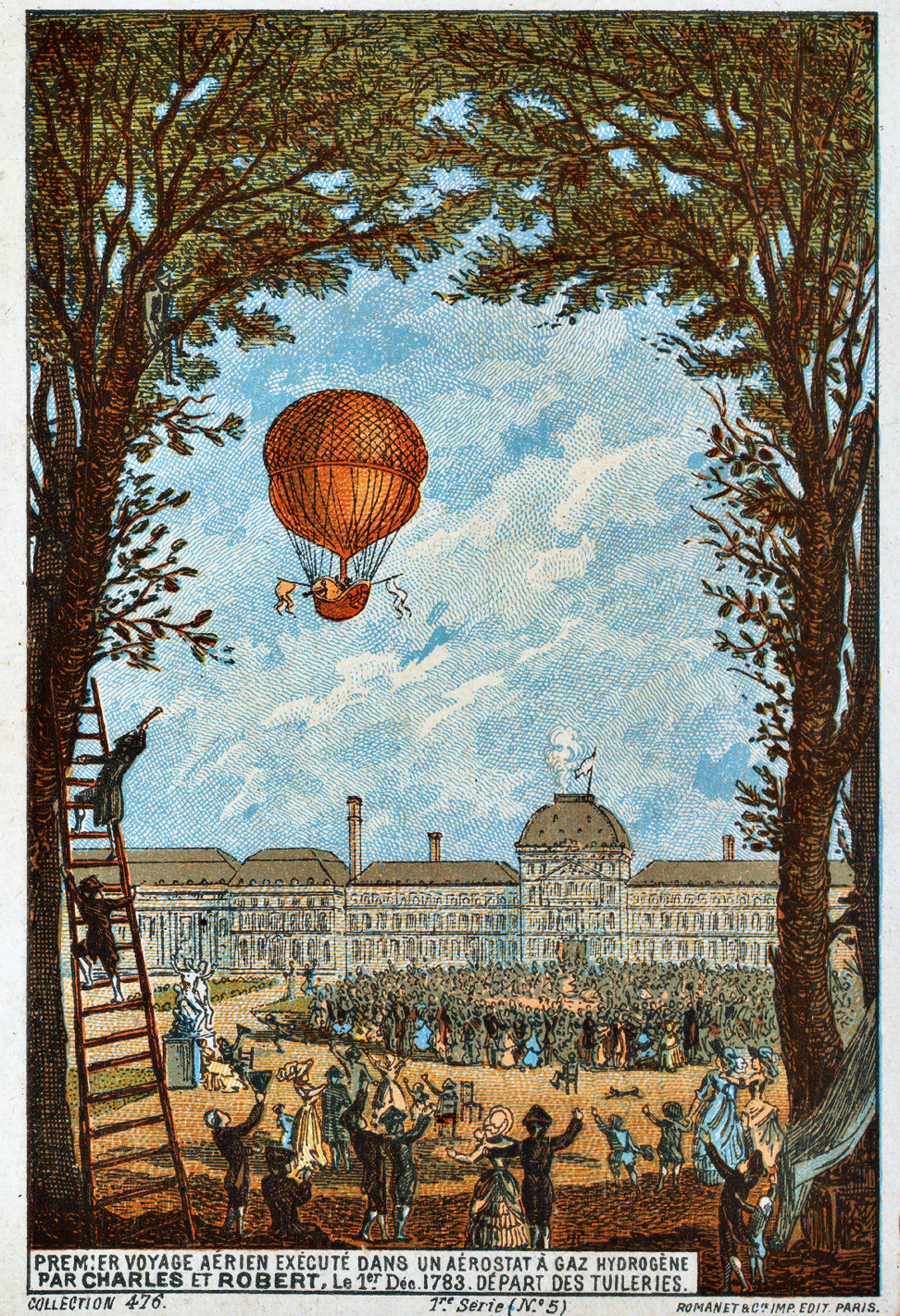
« Premier voyage aérien exécuté dans un aérostat à gaz hydrogène par Charles et Robert.
Le 1er décembre 1783.
Départ des Tuileries. »

La compétition est lancée entre les frères Montgolfier et Charles, entre « Montgolfiéristes et Carolingiens ». Le 19 septembre 1783 a lieu une démonstration d'Étienne avec des animaux, puis, le 21 novembre, le premier vol avec des êtres humains. Une montgolfière décolle avec Jean-François Pilâtre de Rozier et le marquis d'Arlandes.
Pendant ce temps, Charles et les frères Robert fabriquent un ballon capable de porter deux personnes, soit d'un volume de 380 m3 (2 200 m3 pour la montgolfière). C'est Charles qui conçoit les appareillages qui équipent encore les ballons à gaz d'aujourd'hui : la nacelle en osier, la soupape, le filet et les suspentes, le pilotage au lest.

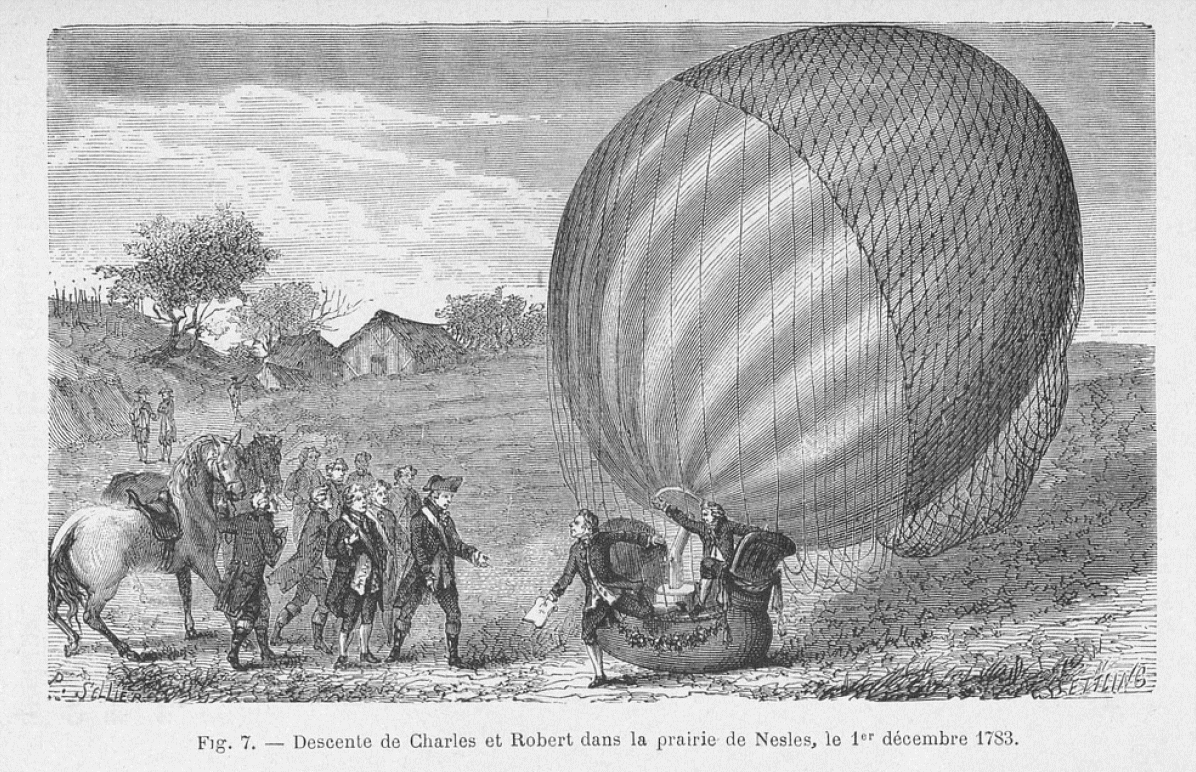

Le 1er décembre 1783, soit dix jours plus tard, le ballon à gaz gonflé à l'hydrogène s'envole avec Charles et Noël Robert dans le jardin des Tuileries. Le ballon vole pendant deux heures et se pose à Nesles-la-Vallée après avoir parcouru 35 kilomètres.
Le duc de Chartres et le duc de Fitz-James suivent le ballon à cheval et signent le procès-verbal. Noël Robert une fois descendu, Charles repart seul avec une vitesse ascensionnelle élevée et monte à une altitude de 3 000 m, mesurée avec précision à l'aide d'un baromètre : Charles avait également inventé l'altimètre. Saisi par le froid glacial, il redescend et atterrit dans la nuit dans les environs de Nesles-la-Vallée. Après sa descente, il ressent une importante douleur à l’oreille droite, ce qui vaut d'être le premier aéronaute ayant eu une otite consécutive à un barotraumatisme.
Cet exploit vaut à Jacques Charles une grande popularité, mais il ne volera plus.

## Publications
- Institut national. Classe des sciences physiques et mathématiques.... Rapport... sur le moyen proposé par M. Daujon aîné pour secourir les habitans des maisons incendiées, s.l.n.d.
- Rapport fait à la classe des beaux-arts de l'Institut de France, sur un nouvel instrument de musique, nommé Mélodion, de l'invention de M. Diez, Paris, Plassan, s.d.
- Rapport fait à l'Institut de France, par MM. le comte de La Cépède, Haüy, Charles, Gossec, Grétry, Méhul,... dans les séances des 24 et 29 décembre 1810, sur les nouveaux piano de M. Schmidt, Paris, Impr. Pillet.